# ساموئل نوا
ساموئل نوا (انگلیسی: Samuel Néva؛ زادهٔ ۱۵ مهٔ ۱۹۸۱) بازیکن فوتبال اهل فرانسه است.
از باشگاه‌هایی که در آن بازی کرده‌است می‌توان به باشگاه فوتبال آپولون لیماسول و باشگاه فوتبال لو آور اشاره کرد.